# وولمرسدورف
وولمرسدورف (به آلمانی: Wolmersdorf) یک شهر در آلمان است که در دیمارشن واقع شده‌است. وولمرسدورف ۳۳۲ نفر جمعیت دارد.